# Клаудія Гемпель
Клаудія Гемпель (нім. Claudia Hempel, 25 вересня 1958) — німецька плавчиня.
Учасниця Олімпійських Ігор 1976 року.